# Tropfen

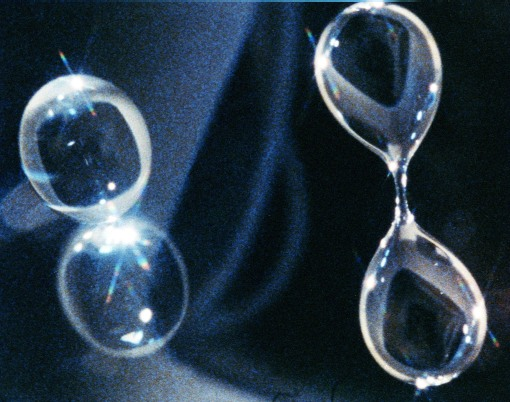
Wassertropfen unter Einfluss geringer Gravitation bilden annähernd eine Kugelform

Schematische Darstellung eines sich lösenden Tropfens

Ein Tropfen bezeichnet zum einen eine Form – zum anderen einen kleinen Flüssigkeitskörper. Eine ruhende homogene Flüssigkeit nimmt durch die Oberflächenspannung in der Schwerelosigkeit eine Kugelform ein. Nur im Moment der Ablösung eines Tropfens, also der Tropfenentstehung, bildet sich kurzfristig die Tropfenform als instabiler Zustand aus.

## Tropfenform

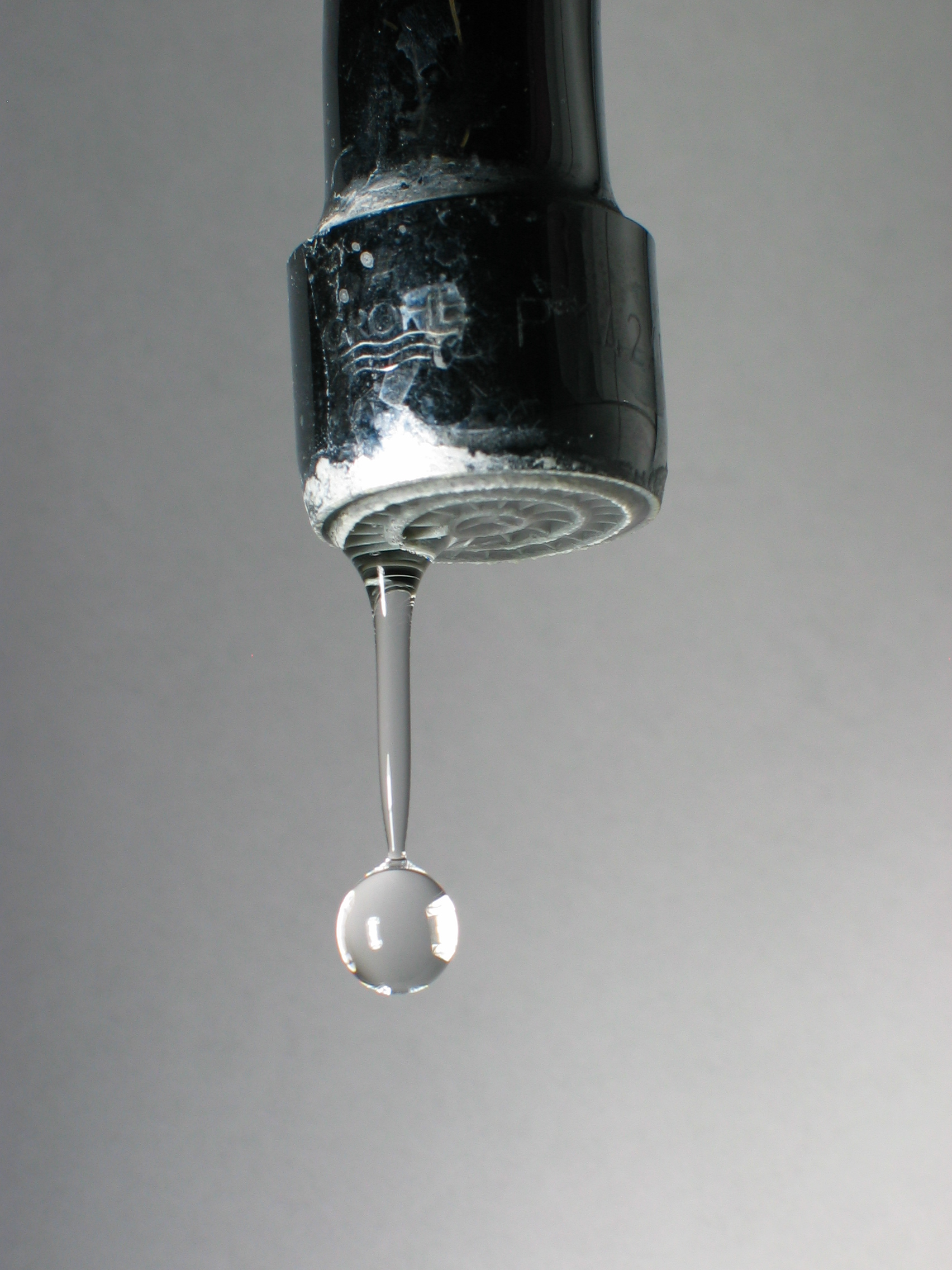
Sich lösender Tropfen

Ein tropfender Wasserhahn

Eine einseitig spitz zulaufende Kugel wird als tropfenförmig bezeichnet. Entgegen der allgemeinen Annahme hat ein Wassertropfen jedoch nur kurz vor der Ablösung von einem Körper annähernd eine „Tropfenform“.
Die Tropfenform steht oft als Symbol für Tränen, Blut- und Wassertropfen. Siehe auch Tränen (Heraldik)
In der Knotenkunde wird ein Sackstich als „tropfenförmig“ bezeichnet, wenn die beiden losen Enden bei belasteten festen Enden einen Winkel von 90° zu diesen bilden. Die Alternative zur Tropfenform wird als Ringform bezeichnet.

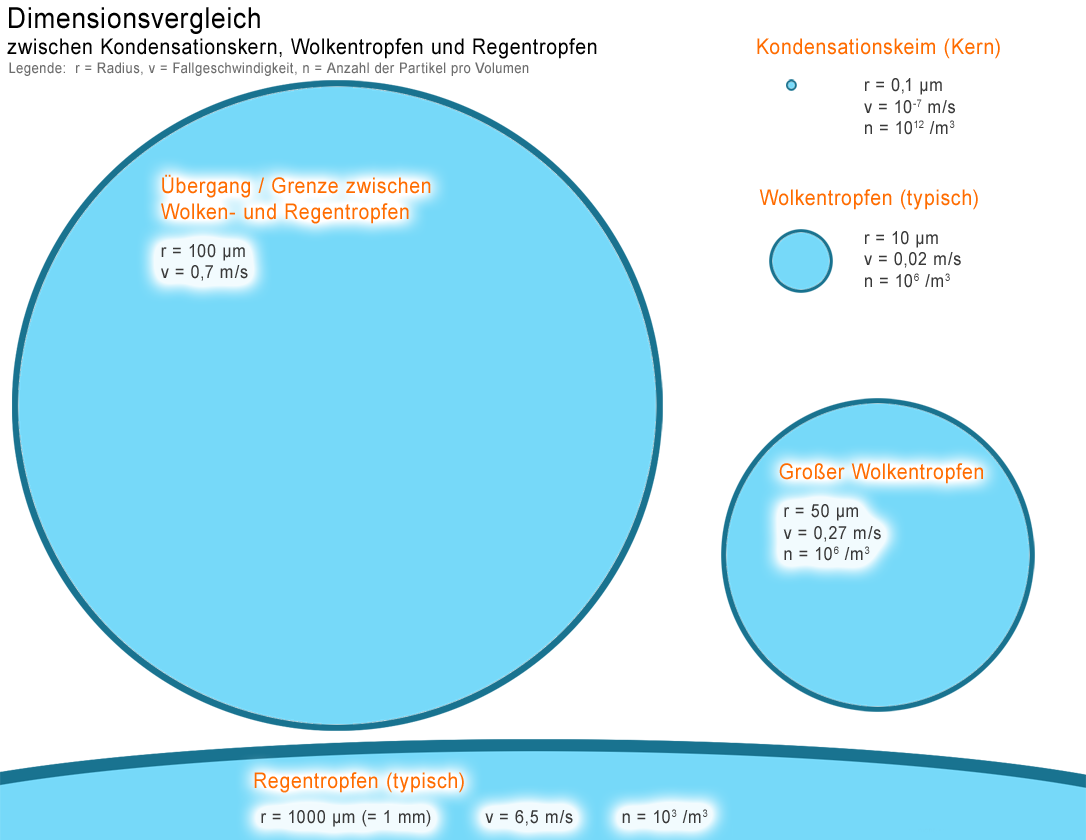
Tropfendimensionen, siehe [https://www.meteo.physik.uni-muenchen.de/lehre/roger/Einfuehrung_Teil_III/Einfuehrung_Teil_III_Kapital-1.pdf Aerosol und Wolkenphysik, S. 5

## Physikalische Eigenschaften
Ein Tropfen ist ein flüssiger Körper, der durch eine Phasengrenzfläche von der Umgebung getrennt und dessen Form wesentlich durch die Grenzflächenspannung bestimmt ist.
Da die Grenzflächenspannung relativ gering ist, treten idealtypisch ausgeformte Tropfen nur in der Schwerelosigkeit auf oder unter irdischer Schwerkraft, wenn das Volumen im Verhältnis zur Oberfläche klein ist und die Größe der Tropfen im Millimeterbereich liegt. Die Umgebung kann aus Vakuum, Gas oder Flüssigkeit bestehen. Ein teilweise ausgeformter Tropfen kann in einem Teilraum auch an einen Festkörper grenzen, soweit dieser vom Tropfen nur unvollständig benetzt wird. Innerhalb umgebender Flüssigkeit bilden sich Tropfen nur, wenn die beiden Flüssigkeiten nicht mischbar sind. Dabei kann auch eine Emulsion vorliegen.
Ein von einer einzigen Phase umgebener Tropfen ist in Ruhe zur Umgebung aufgrund der Oberflächenspannung {\displaystyle \gamma } kugelförmig, da die Oberfläche {\displaystyle A_{o}} vermindert wird, um die Oberflächenenergie {\displaystyle E_{o}=A_{o}\cdot \gamma } zu verringern. Ein zwischen zwei fluiden Phasen liegender Tropfen wird aus demselben Grund durch zwei Kugelkalotten begrenzt, so etwa ein auf der Oberfläche von Quecksilber schwimmender Tropfen. Störungen wie die Ablösung eines Tropfens von einem größeren Flüssigkeitskörper führen zu Schwingungen um die Gleichgewichtsform, z. B. zwischen einer abgeplatteten und einer langgezogenen Abweichung von der Kugelform, die durch innere Reibung gedämpft werden.
Ein sich durch ein umgebendes Medium bewegender Tropfen wird an der in Bewegungsrichtung liegenden Seite durch den Strömungswiderstand abgeplattet. Mit zunehmender Geschwindigkeit kehrt sich die konvexe Abplattung in eine konkave Eindellung um, so dass ein nierenförmiger Querschnitt entsteht. Bei weiterer Geschwindigkeitszunahme nähert sich die vordere Grenzfläche der hinteren an, bis ein schirmförmiges Gebilde mit einem verdickten Saum entsteht, das bald darauf instabil wird: Der Schirm reißt auf und der säumende Torus teilt sich in mehrere kleinere Tropfen.
Tropfen können in Kontakt mit der Oberfläche eines Festkörpers sowie einer weiteren fluiden Phase, bei der es sich um ein Gas oder eine Flüssigkeit handeln kann, stehen. In diesem Fall existiert ein charakteristischer Kontaktwinkel zwischen der Tropfenoberfläche und der Festkörperoberfläche, der konventionsgemäß so gewählt wird, dass dieser das mit Flüssigkeit gefüllte Tropfenvolumen einschließt. Der Kontaktwinkel kann direkt an aufliegenden Flüssigkeitstropfen gemessen werden (sessile drop-Methode) und erlaubt sowohl die Quantifizierung der Benetzbarkeit der betrachteten Festkörperoberfläche als auch die Bestimmung von deren Oberflächenenergie.

Mit wachsender Größe gehen Regentropfen zunächst von der Kugel- in eine Halbkugelform über, bilden einen Schirm und zerteilen sich schließlich.

Regentropfen gewinnen an Größe, bis sie unter dem Einfluss des Luftwiderstands unstabil werden und wieder in kleinere Tropfen zerteilen

### Tropfenbildung
Zylindrische Flüssigkeitsfäden sind aufgrund der Plateau-Rayleigh-Instabilität instabil und zerfallen zu Tropfen. Wenn sich ein Tropfen von einem Flüssigkeitskörper abzulösen beginnt, bildet sich zunächst eine Einschnürung. Diese zieht sich die Länge und nimmt die Form eines Fadens an, an dessen Ende ein fast kugelförmiger Tropfen anknüpft. An der Kontaktstelle zwischen „Faden“ und Tropfen verjüngt sich die Einschnürung weiter. Wenn die Viskosität der Flüssigkeit hoch genug ist (höher als die von Wasser), zieht sich auch diese zweite Einschnürung wieder in die Länge. Je höher die Viskosität, desto häufiger wiederholt sich dieser Prozess. Irgendwann wird die Einschnürung instabil und der Tropfen löst sich vom Faden. Aus dem Faden bilden sich teilweise weitere, kleinere Tropfen.
Ein Beispiel für eine extrem verlangsamte Tropfenbildung bei hoher Viskosität ist das Pechtropfenexperiment.
Auch aus einem Wasserstrahl bilden sich Tropfen. Ein Wasserstrahl zieht sich beim Fallen in die Länge und es entsteht eine Kette von Einschnürungen und Ausbuchtungen, die sich dann zu einzelnen Tropfen zusammenziehen.
Das Ablösen eines Tropfens kann gut an einer Lavalampe beobachtet werden, bei der zwei nicht mischbare Flüssigkeiten mit ähnlicher Dichte flüssig/flüssig-Phasengrenzflächen ausbilden.
Weitere Tropfenbildungsmechanismen sind die Entnetzung dünner Filme auf einer festen oder flüssigen Oberfläche eines zweiten Materials sowie die Kondensation eines Gases an einem heterogenen Kondensationskeim.

### Regentropfen
Regen ist eine Form des Niederschlages, also kondensierter Wasserdampf. Auch Regentropfen haben keine „Tropfenform“. Bei einer Tropfengröße bis zu 0,5 mm sind sie kugelförmig. Normale Regentropfen von 2 bis 3 mm Durchmesser und einem Gewicht von etwa 0,005 bis 0,03 g sind oben halbkugelförmig und unten durch den Luftwiderstand eingedellt. Als Zwischenstadium findet man Tropfen, die unten abgeflacht sind. Große Tropfen aus Gewitterregen (max. 9 mm) werden instabil und zerreißen durch den Luftwiderstand. Bei einem Tropfenradius von 0,05 bis 0,25 mm spricht man von Nieselregen. Die Tropfengröße innerhalb des Niederschlags ist statistisch verteilt, wobei sich verschiedenen Regenintensitäten ein jeweiliges Maximum zuordnen lässt.
Treffen Regentropfen auf feinkörnige Lockersedimente, bilden sich kleine geomorphologische Strukturen, die sogenannten Regentropfeneinschlagkrater.

### Laplace-Druck

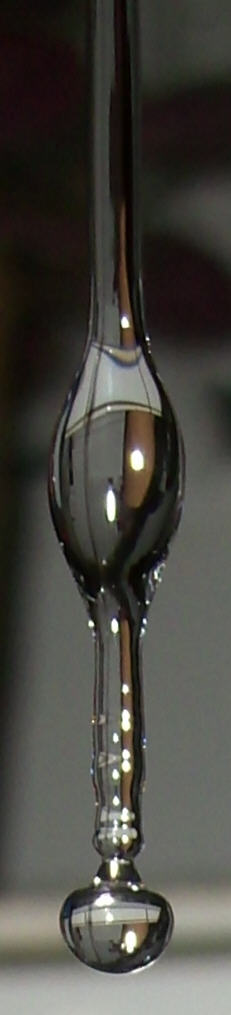
Fallender Wasserstrahl, der sich in Tropfen auflöst

Der Tropfeninnendruck {\displaystyle p_{i}} hängt von der Oberflächenspannung {\displaystyle \gamma } der Flüssigkeit oder allgemeiner der Grenzflächenspannung zwischen der den Tropfen bildenden Flüssigkeit und der umgebenden fluiden Phase, dem Radius {\displaystyle r} des Tropfens sowie dem äußeren Druck {\displaystyle p_{a}} der den Tropfen umgebenden fluiden Phase ab. Die Differenz {\displaystyle \Delta p} zwischen dem Tropfeninnendruck {\displaystyle p_{i}} und dem äußeren Druck {\displaystyle p_{a}} wird als Laplace-Druck bezeichnet:
{\displaystyle \Delta p=p_{i}-p_{a}}
Der Laplace-Druck wird durch die Young-Laplace-Gleichung mit {\displaystyle \gamma } und {\displaystyle r} in Verbindung gesetzt:
{\displaystyle \Delta p={\frac {2\gamma }{r}}}.
Kleine Tropfen haben also einen hohen Innendruck. Ist der Tropfen nicht ideal kugelförmig, muss man die zwei zueinander senkrechten und extremalen Radien {\displaystyle r_{1}} und {\displaystyle r_{2}} des Oberflächenelements, an welchem {\displaystyle \Delta p} wirkt, betrachten und erhält:
{\displaystyle \Delta p=\gamma \,\left({\frac {1}{r_{1}}}+{\frac {1}{r_{2}}}\right)}
Die Oberflächenspannung des Wassers beträgt bei 0,5 °C (bzw. 20 °C) ca. 0,0754 N/m (bzw. 0,0728 N/m).
Bei einer Temperatur von 0,5 °C hat ein typischer Wolkentropfen mit einem Durchmesser von 20 µm damit einen Überdruck von ca. 151 hPa = 0,151 bar, während ein Niesel-Regentropfen mit einem Durchmesser von 0,5 mm nur einen Überdruck von ca. 6 hPa hat.

## Der Tropfen als Maßeinheit
Ein Tropfen, der sich von einer Kanüle oder Pipette löst, ist als Maßeinheit eine ungenaue, aber weit verbreitete Angabe für kleine Flüssigkeitsmengen, zum Beispiel bei Medikamenten oder Gewürzen, da hier keine weiteren Instrumente zur Messung vonnöten sind. Die tatsächliche Größe eines sich ablösenden Tropfens hängt (s. o.) stark von der Grenzflächenspannung zwischen Kanüle und Flüssigkeit (herabgesetzt z. B. durch Tenside), von der Kohäsion der Flüssigkeit (z. B. Geliermittel) sowie von der Form der Öffnung während einer Dosierung und von der Adhäsion des Tropfens an das Material der Spitze des Dosierungsgeräts ab. Ein Regentropfen kann so bis zu einem Milliliter Wasser enthalten.
Für wässrige Lösungen werden im Allgemeinen 15 bis 20 Tropfen als einem Milliliter entsprechend angegeben. Dies entspricht der historischen Praxis von Apothekern, einen durchschnittlichen Tropfen mit 0,05 Gramm (50 mg) anzunehmen. In der modernen Pharmazie ist der gtt Metric (von lateinisch gutta, Plural guttae) ebenfalls mit 50 Mikroliter (50 µl) definiert. Zum Dosieren von Medikamenten kommen häufig sogenannte Tropfenzähler zum Einsatz, welche so konstruiert sind, dass sie bei ordnungsgemäßer Verwendung relativ genau Tropfen dieser Größe abgeben.